# Dirka po Kataloniji
Dirka po Kataloniji (špansko Vuelta a Cataluña, katalonsko Volta a Catalunya) je vsakoletna sedemdnevna etapna velika enotedenska dirka, ki od leta 1911 poteka po španski avtonomni pokrajini Kataloniji. Ob Dirki po Španiji in Dirki po Baskiji je ena treh španskih dirk najvišjega razreda UCI World Tour. Večkrat je menjala termin tekmovanja, potekala je septembra, junija in maja, od leta 2009 pa konec marca. Vsaj ena etapa je gorska in poteka po Pirenejih, tradicionalno pa se konča s ciljem v katalonski prestolnici Barceloni, na Montjuïcu.
Prvič je potekala leta 1911 in je četrta najstarejša še aktivna kolesarska dirka na svetu ter druga najstarejša na Apeninskem polotoku, za mladinsko amatersko dirko Volta a Tarragona (1908). Katalonski kolesar Mariano Cañardo je najuspešnejši v zgodovini dirke s sedmimi zmagami v 1920-tih in 1930-tih. Prvi slovenski kolesar s skupno zmago je Primož Roglič leta 2023, Tadej Pogačar je zmagal leta 2024, Roglič pa drugič leta 2025.

## Zmagovalci
| Leto    | Zmagovalec                                          | Drugouvrščeni                                       | Tretjeuvrščeni                                      |
| ------- | --------------------------------------------------- | --------------------------------------------------- | --------------------------------------------------- |
| 1911    | Sebastiàn Masdéu                                    | Josep Magdalena                                     | Vicente Blanco                                      |
| 1912    | Josep Magdalena                                     | Joan Martí                                          | Antonio Crespo                                      |
| 1913    | Joan Martí                                          | Antonio Crespo                                      | Guillermo Antón                                     |
| 1914-19 | prva svetovna vojna                                 | prva svetovna vojna                                 | prva svetovna vojna                                 |
| 1920    | Joseph Pelletier                                    | José Nat                                            | Jaime Janer                                         |
| 1921-22 | ni potekala                                         | ni potekala                                         | ni potekala                                         |
| 1923    | Maurice Ville                                       | Joseph Pelletier                                    | José Nat                                            |
| 1924    | Miquel Mucio                                        | Teodoro Monteys                                     | Victorino Otero                                     |
| 1925    | Miquel Mucio                                        | Jaime Janer                                         | Teodoro Monteys                                     |
| 1926    | Victor Fontan                                       | Miquel Mucio                                        | Mariano Cañardo                                     |
| 1927    | Victor Fontan                                       | Mariano Cañardo                                     | Georges Cuvelier                                    |
| 1928    | Mariano Cañardo                                     | Miquel Mucio                                        | Julio Borras                                        |
| 1929    | Mariano Cañardo                                     | Jean Aerts                                          | Arturo Bresciani                                    |
| 1930    | Mariano Cañardo                                     | Marcel Maurel                                       | Ricardo Montero                                     |
| 1931    | Salvador Cardona                                    | Mariano Cañardo                                     | Aleardo Simoni                                      |
| 1932    | Mariano Cañardo                                     | Domenico Piemontesi                                 | Isidro Figueras                                     |
| 1933    | Alfredo Bovet                                       | Ambrogio Morelli                                    | Antoine Dignef                                      |
| 1934    | Bernardo Rogora                                     | Alfons Deloor                                       | Nino Sella                                          |
| 1935    | Mariano Cañardo                                     | Federico Ezquerra                                   | Joseph Huts                                         |
| 1936    | Mariano Cañardo                                     | Frans Bonduel                                       | Juan Gimeno                                         |
| 1937-38 | španska državljanska vojna                          | španska državljanska vojna                          | španska državljanska vojna                          |
| 1939    | Mariano Cañardo                                     | Diego Chafer                                        | Fermín Trueba                                       |
| 1940    | Christophe Didier                                   | Mathias Clemens                                     | Mariano Cañardo                                     |
| 1941    | Antonio Andrés Sancho                               | Andres Canals                                       | José Campama                                        |
| 1942    | Federico Ezquerra                                   | Julián Berrendero                                   | Diego Chafer                                        |
| 1943    | Julián Berrendero                                   | Vicente Miro                                        | Antonio Destrieux                                   |
| 1944    | Miguel Casas                                        | Dalmacio Langarica                                  | Vicente Miro                                        |
| 1945    | Bernardo Ruiz                                       | Juan Gimeno                                         | Robert Zimmermann                                   |
| 1946    | Julián Berrendero                                   | Gottfried Weilenmann                                | Bernardo Capó                                       |
| 1947    | Emilio Rodríguez                                    | Miguel Gual                                         | Georges Aeschlimann                                 |
| 1948    | Emilio Rodríguez                                    | Giuliano Bresci                                     | Ezio Cecchi                                         |
| 1949    | Emile Rol                                           | Miguel Poblet                                       | Robert Desbats                                      |
| 1950    | Antoni Gelabert                                     | José Serra                                          | Francisco Masip                                     |
| 1951    | Primo Volpi                                         | Francisco Masip                                     | Manolo Rodriguez                                    |
| 1952    | Miguel Poblet                                       | Salvador Botella                                    | José Serra                                          |
| 1953    | Salvador Botella                                    | Francisco Masip                                     | José Serra                                          |
| 1954    | Walter Serena                                       | Alberto Sant                                        | Miguel Poblet                                       |
| 1955    | José Gómez del Moral                                | Gabriel Company                                     | Emilio Rodríguez                                    |
| 1956    | Aniceto Utset                                       | Vicente Iturat                                      | Francisco Masip                                     |
| 1957    | Jesús Loroño                                        | Salvador Botella                                    | René Margil                                         |
| 1958    | Richard Van Genechten                               | Gabriel Mas                                         | Aniceto Utset                                       |
| 1959    | Salvador Botella                                    | Fernando Manzaneque                                 | José Herrero Berrendero                             |
| 1960    | Miguel Poblet                                       | José Pérez Francés                                  | Emilio Cruz                                         |
| 1961    | Henri Duez                                          | Jorge Nicolau                                       | Juan Manuel Menéndez                                |
| 1962    | Antonio Karmany                                     | Manuel Martín Pinera                                | Ginés García                                        |
| 1963    | Joseph Novales                                      | Angelino Soler                                      | Antonio Suárez                                      |
| 1964    | Joseph Carrara                                      | Pasquale Fabbri                                     | José María Errandonea                               |
| 1965    | Antonio Gómez del Moral                             | Carlos Echeverría                                   | Roberto Poggiali                                    |
| 1966    | Arie den Hartog                                     | Jacques Anquetil                                    | Paul Gutty                                          |
| 1967    | Jacques Anquetil                                    | Antonio Gómez del Moral                             | Robert Hagmann                                      |
| 1968    | Eddy Merckx                                         | Felice Gimondi                                      | Giancarlo Ferretti                                  |
| 1969    | Mariano Díaz                                        | Franco Bitossi                                      | Jesús Manzaneque                                    |
| 1970    | Franco Bitossi                                      | Francisco Galdós                                    | Bernard Labourdette                                 |
| 1971    | Luis Ocaña                                          | Bernard Labourdette                                 | Domingo Perurena                                    |
| 1972    | Felice Gimondi                                      | José Antonio González                               | Antonio Martos                                      |
| 1973    | Domingo Perurena                                    | Jesús Manzaneque                                    | Antonio Martos                                      |
| 1974    | Bernard Thévenet                                    | Andrés Oliva                                        | Domingo Perurena                                    |
| 1975    | Fausto Bertoglio                                    | Michel Laurent                                      | José Martins                                        |
| 1976    | Enrique Martínez Heredia                            | Ronald De Witte                                     | Agustín Tamames                                     |
| 1977    | Freddy Maertens                                     | Johan De Muynck                                     | Joop Zoetemelk                                      |
| 1978    | Francesco Moser                                     | Francisco Galdós                                    | Pedro Torres                                        |
| 1979    | Vicente Belda                                       | Pedro Vilardebó                                     | Christian Jourdan                                   |
| 1980    | Marino Lejarreta                                    | Johan van der Velde                                 | Vicente Belda                                       |
| 1981    | Faustino Rupérez                                    | Serge Demierre                                      | Marino Lejarreta                                    |
| 1982    | Alberto Fernández                                   | Pedro Muñoz                                         | Julián Gorospe                                      |
| 1983    | José Recio                                          | Faustino Rupérez                                    | Julius Thalmann                                     |
| 1984    | Sean Kelly                                          | Pedro Muñoz                                         | Ángel Arroyo                                        |
| 1985    | Robert Millar                                       | Sean Kelly                                          | Julián Gorospe                                      |
| 1986    | Sean Kelly                                          | Álvaro Pino                                         | Charly Mottet                                       |
| 1987    | Álvaro Pino                                         | Ángel Arroyo                                        | Iñaki Gastón                                        |
| 1988    | Miguel Indurain                                     | Laudelino Cubino                                    | Marino Lejarreta                                    |
| 1989    | Marino Lejarreta                                    | Pedro Delgado                                       | Álvaro Pino                                         |
| 1990    | Laudelino Cubino                                    | Marino Lejarreta                                    | Pedro Delgado                                       |
| 1991    | Miguel Indurain                                     | Pedro Delgado                                       | Alex Zülle                                          |
| 1992    | Miguel Indurain                                     | Tony Rominger                                       | Antonio Martín Velasco                              |
| 1993    | Álvaro Mejía                                        | Maurizio Fondriest                                  | Antonio Martín Velasco                              |
| 1994    | Claudio Chiappucci                                  | Fernando Escartín                                   | Pedro Delgado                                       |
| 1995    | Laurent Jalabert                                    | Melchor Mauri                                       | Jesús Montoya                                       |
| 1996    | Alex Zülle                                          | Patrick Jonker                                      | Marco Fincato                                       |
| 1997    | Fernando Escartín                                   | Ángel Casero                                        | Mikel Zarrabeitia                                   |
| 1998    | Hernán Buenahora                                    | Georg Totschnig                                     | Fernando Escartín                                   |
| 1999    | Manuel Beltrán                                      | Roberto Heras                                       | José María Jiménez                                  |
| 2000    | José María Jiménez                                  | Óscar Sevilla                                       | Leonardo Piepoli                                    |
| 2001    | Joseba Beloki                                       | Igor González de Galdeano                           | Fernando Escartín                                   |
| 2002    | Roberto Heras                                       | Aitor Garmendia                                     | Luis Pérez Rodríguez                                |
| 2003    | José Antonio Pecharromán                            | Roberto Heras                                       | Koldo Gil                                           |
| 2004    | Miguel Á. Martín Perdiguero                         | Vladimir Karpec                                     | Roberto Laiseka                                     |
| 2005    | Jaroslav Popovič                                    | Leonardo Piepoli                                    | David Moncoutié                                     |
| 2006    | David Cañada                                        | Santiago Botero                                     | Christophe Moreau                                   |
| 2007    | Vladimir Karpec                                     | Michael Rogers                                      | Denis Menčov                                        |
| 2008    | Gustavo César Veloso                                | Rigoberto Urán                                      | Rémi Pauriol                                        |
| 2009    | Alejandro Valverde                                  | Daniel Martin                                       | Haimar Zubeldia                                     |
| 2010    | Joaquim Rodríguez                                   | Xavier Tondó                                        | Rein Taaramäe                                       |
| 2011    | Alberto Contador                                    | Daniel Martin                                       | Chris Horner                                        |
| 2012    | Michael Albasini                                    | Samuel Sánchez                                      | Jurgen Van Den Broeck                               |
| 2013    | Daniel Martin                                       | Joaquim Rodríguez                                   | Michele Scarponi                                    |
| 2014    | Joaquim Rodríguez                                   | Alberto Contador                                    | Tejay Van Garderen                                  |
| 2015    | Richie Porte                                        | Alejandro Valverde                                  | Domenico Pozzovivo                                  |
| 2016    | Nairo Quintana                                      | Alberto Contador                                    | Daniel Martin                                       |
| 2017    | Alejandro Valverde                                  | Alberto Contador                                    | Marc Soler                                          |
| 2018    | Alejandro Valverde                                  | Nairo Quintana                                      | Pierre Latour                                       |
| 2019    | Miguel Ángel López                                  | Adam Yates                                          | Egan Bernal                                         |
| 2020    | odpoved zaradi Pandemije koronavirusne bolezni 2019 | odpoved zaradi Pandemije koronavirusne bolezni 2019 | odpoved zaradi Pandemije koronavirusne bolezni 2019 |
| 2021    | Adam Yates                                          | Richie Porte                                        | Geraint Thomas                                      |
| 2022    | Sergio Higuita                                      | Richard Carapaz                                     | João Almeida                                        |
| 2023    | Primož Roglič                                       | Remco Evenepoel                                     | João Almeida                                        |
| 2024    | Tadej Pogačar                                       | Mikel Landa                                         | Egan Bernal                                         |
| 2025    | Primož Roglič                                       | Juan Ayuso                                          | Enric Mas                                           |